# Шнайдр, Йозеф (лётчик)
Йозеф Шнайдр (чеш. Josef Šnajdr; 22 апреля 1909, Лугачовице — 14 апреля 1992, Бруквуд) — генерал-майор ВВС Чехословакии[прояснить], лётчик 311-й чехословацкой эскадрильи военно-воздушных сил Великобритании во время Второй мировой войны.

## Биография
Родился в Лухачовице. Окончил Высшую государственную электротехническую профессиональную школу, затем в 1929 году поступил в школу офицеров авиации запаса. В 1931—1933 годах учился в Военной академии в Границе, в 1933 году прикомандирован к 4-му горному пехотному полку в Елшаве, а затем переведён в 6-й авиационный полк в Кбелах.
После начала Второй мировой войны он примкнул к движению Сопротивления и перебрался с группой лётчиков в Великобританию, вступив в ряды ВВС Великобритании и став пилотом бомбардировщика. С 20 апреля 1942 года после гибели Йозефа Оцелки командовал 311-й чехословацкой эскадрильей британских ВВС, пост занимал до 31 января 1943 года. Работал позже в инспекторате чехословацкой авиации в Лондоне как руководитель исследовательской группы, затем в качестве офицера связи Чехословакии по вопросам прибрежного и воздушного транспорта.
После завершения войны Шнайдр вернулся в Чехословакию, продолжив службу в 6-м авиационном полку в Кбелах до февраля 1948 года. После событий в феврале 1948 года он покинул страну и уехал в Великобританию, возглавив Ассоциацию лётчиков Свободной Чехословакии и став старостой Сокольского движения в Лондоне. Скончался в 1992 году в Бруквуде.
Награждён рядом чехословацких и британских военных наград.